# آنیس گدار
آنیس گدار (فرانسوی: Agnès Godard‎؛ زادهٔ ۲۸ مهٔ ۱۹۵۱) فیلم‌بردار اهل فرانسه است. وی از سال ۱۹۸۲ میلادی تاکنون مشغول فعالیت بوده‌است. وی بابت همکاری طولانی‌مدتش با کلر دنی شناخته می‌شود و در فیلم شکلات او، متصدی دوربین بود.
رشته اصلی وی روزنامه‌نگاری بود، اما بعدها به سینما علاقه‌مند شد و به تحصیل در این رشته در مدرسه عالی تصویر و صدای فرانسه پرداخت. او تاکنون برندهٔ جوایز مختلفی چون جایزه سزار شده‌است.

## گزیدهٔ فیلم‌شناسی
- بگذار آفتاب به داخل بتابد (۲۰۱۷)
- سقوط کردن (۲۰۱۵)
- خواهر (۲۰۱۲)
- ۳۵ پیک رام (۲۰۰۸)
- شکار و گردآوری (۲۰۰۷)
- بَـرّ جدید (۲۰۰۶)
- پشت صحنه (۲۰۰۵)
- مزاحم (۲۰۰۴)
- منحرف (۲۰۰۳)
- ده دقیقه بزرگ‌تر (۲۰۰۲)
- کار نیکو (۱۹۹۹)
- زندگی خیالی فرشتگان (۱۹۹۸)
- ژاکوی نانتی (۱۹۹۱)